# Kulm (Styrie)
Pour les articles homonymes, voir Chełmno et Kulm.
Le Kulm est une montagne s'élevant à 975 m d'altitude, isolée au sud-est des Alpes, en avant des montagnes de la rive gauche de la Mur. Cette position remarquable lui permet d'offrir un vaste panorama sur les collines de l'est de la Styrie. Il est situé à l'ouest de la vallée de la Feistritz et à l'est de la vallée de l'Ilz près de la ville de Weiz. Il domine le lac de Stubenberg, un lac de baignade artificiel de 40 ha créé entre 1968 et 1971 au bord de la Feistritz. Au sommet, l'armée autrichienne a placé une station radar mobile qui fait partie du système Goldhaube.

## Histoire
Des fouilles archéologiques ont été réalisées depuis 1977. Elles ont permis de trouver des objets datant de la culture de Lasinja à l’âge du cuivre. À la fin de l´age du bronze, au temps de la civilisation des champs d'urnes (900-700 av. J.-C.), le sommet du plateau est fortifié par un talus en terre et des terrasses sont aménagées faisant de la place pour 300 habitants. C'est de cette époque que datent la plupart des objets trouvés ; par contre, l'époque de Hallstatt est  peu représentée. Une fibule datant de 400 av. J.-C. représente une des plus anciennes preuves de la présence des Celtes en Styrie. Finalement, au Ier siècle av. J.-C., un oppidum fut construit. Peu après l'arrivée des Romains, les habitants quittèrent le site pour s'installer dans la vallée mais la montagne continua de servir pour des raisons religieuses. Des pièces représentant les empereurs Domitien, Antonin le Pieux, Caracalla et l'impératrice Otacilie ont été retrouvées sur le plateau.
À l'issue de ces fouilles, dix bâtiments ont été reconstruits au sommet de la montagne. Ce village-musée a été déplacé plus bas dans la pente en 1999.